# FANCL
FANCL (англ. Fanconi anemia complementation group L) – білок, який кодується однойменним геном, розташованим у людей на короткому плечі 2-ї хромосоми.  Довжина поліпептидного ланцюга білка становить 375 амінокислот, а молекулярна маса — 42 905.
| 10         |  | 20         |  | 30         |  | 40         |  | 50         |
| ---------- |  | ---------- |  | ---------- |  | ---------- |  | ---------- |
| MAVTEASLLR |  | QCPLLLPQNR |  | SKTVYEGFIS |  | AQGRDFHLRI |  | VLPEDLQLKN |
| ARLLCSWQLR |  | TILSGYHRIV |  | QQRMQHSPDL |  | MSFMMELKML |  | LEVALKNRQE |
| LYALPPPPQF |  | YSSLIEEIGT |  | LGWDKLVYAD |  | TCFSTIKLKA |  | EDASGREHLI |
| TLKLKAKYPA |  | ESPDYFVDFP |  | VPFCASWTPQ |  | SSLISIYSQF |  | LAAIESLKAF |
| WDVMDEIDEK |  | TWVLEPEKPP |  | RSATARRIAL |  | GNNVSINIEV |  | DPRHPTMLPE |
| CFFLGADHVV |  | KPLGIKLSRN |  | IHLWDPENSV |  | LQNLKDVLEI |  | DFPARAILEK |
| SDFTMDCGIC |  | YAYQLDGTIP |  | DQVCDNSQCG |  | QPFHQICLYE |  | WLRGLLTSRQ |
| SFNIIFGECP |  | YCSKPITLKM |  | SGRKH      |  |            |  |            |

A: Аланін

C: Цистеїн

D: Аспарагінова кислота

E: Глутамінова кислота

F: Фенілаланін

G: Гліцин

H: Гістидин

I: Ізолейцин

K: Лізин

L: Лейцин

M: Метіонін

N: Аспарагін

P: Пролін

Q: Глутамін

R: Аргінін

S: Серин

T: Треонін

V: Валін

W: Триптофан

Кодований геном білок за функцією належить до трансфераз. 
Задіяний у таких біологічних процесах як пошкодження ДНК, репарація ДНК, убіквітинування білків, поліморфізм, ацетиляція, альтернативний сплайсинг. 
Білок має сайт для зв'язування з іонами металів, іоном цинку. 
Локалізований у цитоплазмі, ядрі.